# Raimundo Fernández-Cuesta
Raimundo Fernández Cuesta y Merelo (Madrid, 1896 – 1992) était l’un des fondateurs de la Phalange espagnole et l’un des membres les plus éminents. Après la guerre civile espagnole, il occupa des fonctions politiques et administratives sous le régime du général Franco, puis s'opposa à la Transition démocratique.

## Biographie
Raimundo Fernández Cuesta y Merelo est né à Madrid le 5 octobre 1896 dans une famille aisée. Il suit des études juridiques à l’université de Madrid puis il entre dans le Corps de la Justice de l’armée espagnole.

Son père étant le médecin des Primo de Rivera, les deux familles étaient très liées et Fernández Cuesta passa même une grande partie des vacances de l’été 1903 dans la ferme des Primo de Rivera à Robledo de Chavela, village situé entre la Sierra de Guadarrama et la Sierra de Gredos. Il fit très tôt la connaissance de José Antonio Primo de Rivera dont il devint l’ami et qu’il influença très certainement dans son choix d’une carrière juridique alors que son père voulait qu’il devienne militaire comme lui.
Raimundo Fernández Cuesta participa en 1933 à la fondation de la Phalange espagnole (Falange Española) dont il devint secrétaire général. Le 14 mars 1936 il fut emprisonné par les autorités du Front populaire espagnol, la Falange Española de las JONS ayant été interdite en raison de ses activités jugées subversives, mais il fut libéré en octobre 1937, à la suite d'un échange avec le ministre républicain Justino de Azcárate qui se trouvait à León au moment du soulèvement national de juillet 1936. Cet échange ayant été autorisé, sinon organisé, par Indalecio Prieto, à l’époque ministre socialiste de la Défense nationale dans le premier gouvernement de Juan Negrín, certains ont vu dans cette opération une manœuvre du ministre socialiste afin de semer la discorde dans le camp adverse. Prieto aurait en effet estimé que le retour de Fernández Cuesta ne pourrait que renforcer le camp des « vieilles chemises » qui s’étaient opposées, parfois avec violence, à la fusion forcée par Franco de la Phalange Espagnole et du parti Carliste en une Phalange espagnole Traditionaliste et des JONS (FET y de las JONS).
À son retour dans la zone contrôlée par les nationalistes, Fernández Cuesta fut nommé secrétaire général de la FET le 2 décembre 1937 et, le 30 janvier 1938, ministre de l’Agriculture dans le premier gouvernement désigné par Franco, gouvernement dans lequel il était le seul représentant de la Phalange. En juillet 1939, à la suite d'une nouvelle réorganisation de la Phalange par Franco, il présenta sa démission du poste de secrétaire général, cette attitude lui valant de perdre son poste ministériel dans le deuxième gouvernement formé en août 1938.
Après la guerre civile, Raimundo Fernández Cuesta occupa plusieurs postes dans l’administration, entre autres celui d’ambassadeur au Brésil (1940-1942) et en Italie (1942-1945). En 1945, il fut nommé président du Conseil d’État et ministre de la Justice jusqu’en 1951. À cette date il retrouva ses fonctions de Secrétaire Général de la Phalange jusqu’en 1956 et il fut également Conseiller National et procurateur aux Cortes jusqu’en 1977. En juin 1973, il fut l’un des trois présidentiables possibles, avec le réformiste Manuel Fraga et l’amiral Luis Carrero Blanco.
Après la mort de Franco, il s’opposa à la Transition démocratique et vota contre le projet de réforme politique présenté par Adolfo Suarez, ce qui ne l’empêcha pas d’être nommé au grade de général du corps juridique de l’armée.
En 1975, il fonda le Front National espagnol qui devint en 1976 la Phalange Espagnole des JONS, parti dans lequel il assumait les fonctions de secrétaire général jusqu’en 1983.
Raimundo Fernández Cuesta est mort le 9 juillet 1992 à Madrid. Il avait défendu toute sa vie la Phalange espagnole et sa « vieille garde », sous le franquisme comme aux temps de la transition démocratique et de la démocratie.

## Poursuites judiciairespost-mortem
En 2008, le juge Baltasar Garzón commença à instruire contre Fernández Cuesta et trente-cinq autres hiérarques franquistes pour détention illégal et crime contre l’humanité commis pendant la Guerre civile et les premières années du régime franquiste.
Cette procédure ayant été engagée en violation de la loi d’amnistie votée en 1977, le Tribunal suprême espagnol a décidé en mai 2010 d’ouvrir un procès contre Garzón pour prévarication, d’où sa destitution provisoire le 14 mai par le Conseil Général du Pouvoir Judiciaire, instance juridique espagnole chargée de garantir l'indépendance des juges et des magistrats par rapport au pouvoir politique et administratif.